# 6 Dywizja Grenadierów Ludowych
6 Dywizja Grenadierów Ludowych (niem. 6. Volks-Grenadier-Division) – jedna z niemieckich dywizji grenadierów ludowych. 
Utworzona w październiku 1944 roku z 6 Dywizji Grenadierów. W składzie 9 Armii, walczyła w okolicach Radomia i Warszawy. W styczniu 1945 roku wchodziła w skład VIII Korpusu Armijnego. Została zniszczona w zakolu Wisły w czasie ofensywy prowadzonej od 12 stycznia przez Armię Czerwoną. Ponownie utworzona jako 6 Dywizja Piechoty. Dywizją dowodził generał porucznik Otto-Hermann Brücker. Po otoczeniu w rejonie Deutsch-Brot, 8 maja 1945 roku żołnierze dywizji oddali się do niewoli Armii Czerwonej.

## Skład
- 18 Pułk Grenadierów
- 37 Pułk Grenadierów
- 58 Pułk Grenadierów
- 6 Batalion Fizylierów
- 6 Pułk Artylerii
- I dywizjon 42 Pułku Artylerii
- 6 Batalion Niszczycieli Czołgów
- 6 Batalion Zapasowy
- 6 Batalion Pionierów
- 6 Batalion Łączności
- 6 Dywizyjne Dowództwo Zaopatrzeniowe